# Lista planetelor minore: 230001–231000
Aceasta este lista planetelor minore cu numerele 230001–231000.

## 230001–230100
| Denumire | Denumire provizorie | Data descoperirii | Locul descoperirii | Descoperitor(i) |
| -------- | ------------------- | ----------------- | ------------------ | --------------- |
| 230001 - | 2000 DP58           | 29 februarie 2000 | Socorro            | LINEAR          |
| 230009 - | 2000 EY101          | 14 martie 2000    | Kitt Peak          | Spacewatch      |
| 230017 - | 2000 GE164          | 13 aprilie 2000   | Haleakala          | NEAT            |
| 230021 - | 2000 HS78           | 28 aprilie 2000   | Anderson Mesa      | LONEOS          |
| 230067 - | 2000 TG72           | 1 octombrie 2000  | Apache Point       | SDSS            |
| 230080 - | 2000 WE11           | 20 noiembrie 2000 | Junk Bond          | J. Medkeff      |

## 230101–230200
| Denumire            | Denumire provizorie | Data descoperirii | Locul descoperirii | Descoperitor(i)             |
| ------------------- | ------------------- | ----------------- | ------------------ | --------------------------- |
| 230127 -            | 2001 NK7            | 13 iulie 2001     | Palomar            | NEAT                        |
| 230139 -            | 2001 PY14           | 13 august 2001    | Kvistaberg         | Uppsala-DLR Asteroid Survey |
| 230151 Vachier      | 2001 QZ72           | 20 august 2001    | Pic du Midi        | Pic du Midi                 |
| 230153 -            | 2001 QK96           | 19 august 2001    | Needville          | Needville                   |
| 230155 Francksallet | 2001 QC111          | 26 august 2001    | Vicques            | M. Ory                      |
| 230168 -            | 2001 QO265          | 26 august 2001    | Desert Eagle       | W. K. Y. Yeung              |
| 230170 -            | 2001 QH329          | 19 august 2001    | Cerro Tololo       | Cerro Tololo                |

## 230201–230300
| Denumire | Denumire provizorie | Data descoperirii | Locul descoperirii | Descoperitor(i)            |
| -------- | ------------------- | ----------------- | ------------------ | -------------------------- |
| 230298 - | 2002 AE18           | 8 ianuarie 2002   | Cima Ekar          | Asiago-DLR Asteroid Survey |

## 230301–230400
| Denumire | Denumire provizorie | Data descoperirii | Locul descoperirii | Descoperitor(i) |
| -------- | ------------------- | ----------------- | ------------------ | --------------- |
| 230345 - | 2002 CO252          | 4 februarie 2002  | Eskridge           | Eskridge        |
| 230356 - | 2002 DG1            | 18 februarie 2002 | Oaxaca             | J. M. Roe       |
| 230364 - | 2002 EF101          | 6 martie 2002     | Catalina           | CSS             |
| 230370 - | 2002 FQ1            | 19 martie 2002    | Fountain Hills     | Fountain Hills  |

## 230401–230500
| Denumire            | Denumire provizorie | Data descoperirii  | Locul descoperirii | Descoperitor(i) |
| ------------------- | ------------------- | ------------------ | ------------------ | --------------- |
| 230415 Matthiasjung | 2002 MQ5            | 20 iunie 2002      | Palomar            | NEAT            |
| 230434 -            | 2002 PV147          | 10 august 2002     | Cerro Tololo       | M. W. Buie      |
| 230436 -            | 2002 PF156          | 8 august 2002      | Palomar            | S. F. Hönig     |
| 230440 -            | 2002 PQ165          | 8 august 2002      | Palomar            | A. Lowe         |
| 230457 -            | 2002 RS118          | 7 septembrie 2002  | Campo Imperatore   | CINEOS          |
| 230472 -            | 2002 RG241          | 14 septembrie 2002 | Palomar            | R. Matson       |

## 230501–230600
| Denumire | Denumire provizorie | Data descoperirii | Locul descoperirii | Descoperitor(i)              |
| -------- | ------------------- | ----------------- | ------------------ | ---------------------------- |
| 230530 - | 2002 XO35           | 5 decembrie 2002  | Fountain Hills     | C. W. Juels, P. R. Holvorcem |
| 230550 - | 2003 BM             | 21 ianuarie 2003  | Wrightwood         | J. W. Young                  |
| 230600 - | 2003 FR7            | 30 martie 2003    | Desert Moon        | B. L. Stevens                |

## 230601–230700
| Denumire         | Denumire provizorie | Data descoperirii  | Locul descoperirii | Descoperitor(i)         |
| ---------------- | ------------------- | ------------------ | ------------------ | ----------------------- |
| 230631 -         | 2003 MB             | 18 iunie 2003      | Sierra Nevada      | A. Sota                 |
| 230635 -         | 2003 QO3            | 18 august 2003     | Wise               | D. Polishook            |
| 230648 -         | 2003 SL15           | 17 septembrie 2003 | Kleť               | M. Tichý                |
| 230656 Kovácspál | 2003 SX111          | 19 septembrie 2003 | Piszkéstető        | K. Sárneczky, B. Sipőcz |
| 230667 -         | 2003 SZ200          | 25 septembrie 2003 | Kleť               | J. Tichá, M. Tichý      |
| 230673 -         | 2003 ST269          | 30 septembrie 2003 | Goodricke-Pigott   | J. W. Kessel            |
| 230680 -         | 2003 TD1            | 4 octombrie 2003   | Kingsnake          | J. V. McClusky          |
| 230681 -         | 2003 TQ3            | 5 octombrie 2003   | Great Shefford     | P. Birtwhistle          |
| 230690 -         | 2003 UX16           | 16 octombrie 2003  | Črni Vrh           | Črni Vrh                |
| 230691 Van Vogt  | 2003 UD18           | 18 octombrie 2003  | Saint-Sulpice      | B. Christophe           |

## 230701–230800
| Denumire         | Denumire provizorie | Data descoperirii | Locul descoperirii | Descoperitor(i) |
| ---------------- | ------------------- | ----------------- | ------------------ | --------------- |
| 230736 Jalyhome  | 2003 WV2            | 18 noiembrie 2003 | Begues             | Begues          |
| 230765 Alfbester | 2003 XN15           | 15 decembrie 2003 | Saint-Sulpice      | B. Christophe   |

## 230801–230900
| Denumire | Denumire provizorie | Data descoperirii | Locul descoperirii | Descoperitor(i) |
| -------- | ------------------- | ----------------- | ------------------ | --------------- |
| 230810 - | 2004 HJ12           | 20 aprilie 2004   | Reedy Creek        | J. Broughton    |
| 230895 - | 2004 TF12           | 7 octombrie 2004  | Goodricke-Pigott   | R. A. Tucker    |

## 230901–231000
| Denumire            | Denumire provizorie | Data descoperirii | Locul descoperirii | Descoperitor(i)     |
| ------------------- | ------------------- | ----------------- | ------------------ | ------------------- |
| 230965              | 2004 XA192          | 12 decembrie 2004 | Palomar            | Palomar             |
| 230966 -            | 2004 YR15           | December 18, 2004 | Mount Lemmon       | Mount Lemmon Survey |
| 230975 Rogerfederer | 2005 AQ25           | 10 ianuarie 2005  | Vicques            | M. Ory              |
| 230976 -            | 2005 AG28           | 10 ianuarie 2005  | Kitami             | K. Endate           |
| 230980 -            | 2005 AS47           | 13 ianuarie 2005  | Jarnac             | Jarnac              |